# 气球狗
《气球狗》（英語：Balloon Dog），是美国现代主义艺术家杰夫·昆斯的系列作品之一。他在1994年至2000年制造出五个系列作品（蓝色、洋红色、橙色、黄色、红色）。

## 概述
2008年4月，黄色的气球狗曾在纽约大都会艺术博物馆的屋顶进行展出，其拥有者为对冲基金经理史蒂文·A·科恩。巴黎凡尔赛宫曾展出了一个洋红色的气球狗。2013年11月，橙色的气球狗曾以5840万美元拍卖价在洛克菲勒中心成交，成为当时在世艺术家的作品最高售价纪录。
2010年，昆斯指控旧金山的一家艺术画廊书店侵犯版权。